# Emma de Baviera
Emma de Baviera o també Hemma d'Altdorf (vers el 808-876) va ser la reina consort dels francs orientals, esposa de Lluís el Germànic i mare de tres reis: Carloman, Lluís III i Carles el Gras.

## Família

### Ancestres
Era filla de Welf I (?-824/5), comte d'Altdorf i d'Edviga de Saxònia. Germana de l'emperadriu Judit, la segona esposa de Lluís el Pietós.

### Família política
Vers l'any 827 Emma es va casar a Ratisbona amb Lluís el Germànic, el tercer fill de l'emperador Lluís el Pietós i d'Ermengarda (780-818), filla del comte de Hesbaye, Ingramm (o Ingerman o Enguerrand, nebot de Rotrude, esposa de Carles Martell). 
El marit, Lluís, era fillastre de la seva germana Judit.

## L'entorn d'Emma
El seu marit Lluís havia rebut el regne de Baviera l'any 817, en la dieta d'Aquisgrà, amb la repartició que va fer el seu pare Lluís el Pietós coneguda com la Divisio Imperii. Amb aquesta divisió es va crear el títol de "Rei de Baviera", que incloïa la sobirania dels territoris de Baviera, Caríntia i Bohèmia (Baioariam et Carentanos, et Beheimos et Avaros, atque Sclavos qui ab orientali parte Baioariæ sunt…et duas villas…in pago Nortgaoe Luttraof et Ingoldesstat), que prèviament havien estat governats pel seu germà gran Lotari.
L'any 833 Lluís el Germànic va donar a la seva esposa Emma l'abadia d'Obermünster a Ratisbona.
Quan el seu sogre, Lluís el Pietós, s'estava morint l'any 840, va enviar les insígnies imperials al seu cunyat Lotari, qui sense tenir en compte les diverses divisions acordades en els anys precedents, i només basant-se en l'aplicació de l'Ordinatio Imperi de l'any 817, pretenia tenir jurisdicció sobre tot l'imperi, prenent els seus germans com a vassalls.
Per tant, a la mort del pare, Lluís el Germànic va ocupar tots els territoris a la banda dreta del riu Rin (regne dels Francs orientals), mentre el seu germà Carles el Calb va fer-se fort a Nèustria i Aquitània. Així va començar una guerra civil que va propiciar a una aliança entre el seu marit, Lluís el Germànic i el fill de la seva germana Judith, Carles el Calb, en contra del germà gran, Lotari I, el qual es va aliar amb el nebot d'Emma Pipí II d'Aquitània
El 841 va tenir lloc la batalla de Fontenoy-en-Puisaye, en la rodalia d'Auxerre, en què les tropes de Lluís el Germànic van superar les tropes imperials. El febrer de l'any següent els germans Lluís i carles van renovar la seva aliança contra Lotari amb els Juraments d'Estrasburg i en l'estiu d'aquest mateix any es va produir la rendició de Lotari que va accedir a arribar a un acord amb els seus germans, cosa que va portar al Tractat de Verdun, signat a l'agost del 843.
.
La divisió va estar descrita pel cronista, Reginó:
- Per a Carles tota la part occidental del regne dels Francs des de l'oceà fins al riu Mosa
- Per a Lluís tota la part oriental del regne dels Francs a partir del riu Rin, més alguna zona rica en el conreu de la vinya a l'esquerra del Rin
- Per a Lotari, com a primogènit, el títol imperial i a més els territoris entren els dels seus germans: la Provença i els de la península Itàlica.

Amb el Tractat de Verdun de l'any 843, Emma esdevenia oficialment reina consort dels francs orientals.

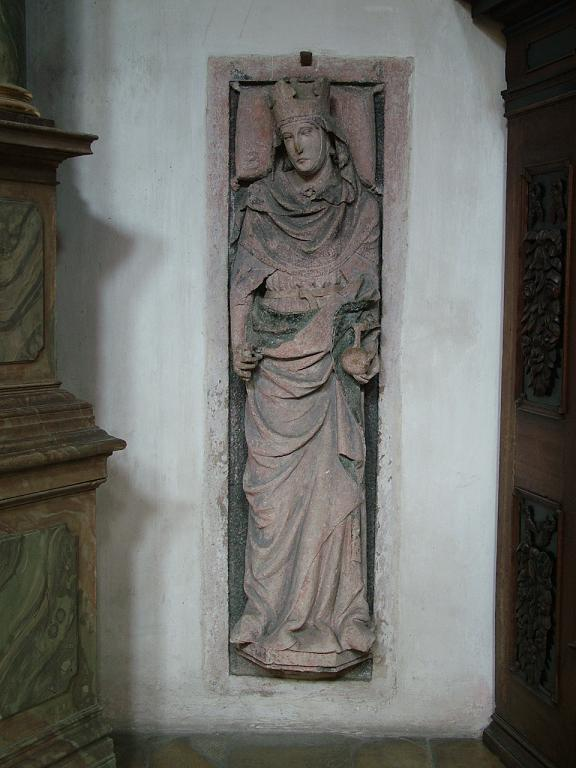
Tomba d'Emma

Emma s'esmenta, juntament amb la seva filla, Berta, una donació de 29 d'octubre 863, feta pel seu marit, Louis, al monestir de Zuric.
Pel tractat de Mersen (870), Emma també es va convertir en reina de la part oriental de Lotaríngia, encara que el títol reial pertanyia al cunyat,que també era nebot seu, Carles el Calb.
L'any 874, segons la Gesta quorundam regum Francorum, Emma va patir una paràlisi i va perdre l'ús de la paraula.
Va morir el 31 gener del 876 a la ciutat de Ratisbona i va ser sepultada a l'abadia de Sant Emmeram.

## Descendència
Emma va tenir set fills:
- Ildegarda (828-† Altötting 856), abadessa de Schwarzach am Main (Würzburg) i també a Zúric, citada en una donació del seu pare[19]
- Carloman de Baviera (830-† 880), Rei dels Francs orientals (876-880)
- Ermengarda (830/833-866) (?-† 866, Chiemsee),[20] abadessa a Frauenwörth Chiemsee, citada en una donació del seu pare[21]
- Gisella (?-?), al Libri confraternitatum Sancti Galli és citada com filla d'Hemma regina, juntament amb les tres germanes Hiltigart, Irmingart, Gisla, Perhta[18]
- Lluís (835-† 882), Rei deld Francs orientals (880-882)
- Berta (n. 877) (?-† 26 març 877),[22] abadessa de Schwarzach am Main (Würzburg) i més tard a Zúric, citada en una donació del pare[23] és citada, juntament amb sa mare, Emma, en una segona donació del 29 d'octubre del 863, feta al monestir de Zúric[14]
- Carles (839-† 888), emperador d'Occident (881-887), Rei dels Francs orientals (882-887) i Rei dels Francs occidentals (884-887).